# جمال‌الدین شریف نیشابوری
جمال‌الدین شریف نیشابوری (۱۳۰۶-۱۳۷۴م) (نسب:جمال‌الدین عبدالله بن محمد احمد حسینی نیشابوری) دانشمند ایرانی علوم اسلامی، زبان‌شناس، شاعر، صوفی و عارف، کاتب به زبان عربی در سده هشتم هجری قمری بود. بیشتر عمر وی در شام و مصر گذشت.

## زندگی
او در سال ۷۰۶ قمری (۱۳۰۷ یا ۱۳۰۶ میلادی) در نیشابور متولد شد. سپس به حلب رفت و در مدرسه اسدیه فقه شافعی درس خواند. در دمشق، منطقه ضواحی (ظاهر)، در مدرسه اسدیه فقه حنفی خواند. او پس از تحصیل در شام تا آخر عمر در مصر، قاهره، تحصیل کرد. شریف در سال ۷۷۶ هجری قمری(۱۳۷۵ یا ۱۳۷۴ میلادی) در قاهره درگذشت.

## آثار
آثار و نوشته‌هایش به زبان عربی و شروح‌نویسی است.
- شرح التسهیل
- شرح التلخیص
- شرح التنقیح
- شرح الشافیّة
- شرح اللُباب
- شرح المنار
- شرح لبّ اللباب